# سانی اسلوپ کالیفرنیا
سانی اسلوپ کالیفرنیا (به انگلیسی: Sunnyslope) یک منطقهٔ مسکونی در ایالات متحده آمریکا است که در شهرستان ریورساید، کالیفرنیا واقع شده‌است. سانی اسلوپ کالیفرنیا ۳٫۸۱۷ کیلومتر مربع مساحت و ۵٬۱۵۳ نفر جمعیت دارد و ۲۷۵ متر بالاتر از سطح دریا واقع شده‌است.